# Space Station Silicon Valley
Space Station Silicon Valley è un videogioco a piattaforme sviluppato da DMA Design e pubblicato nel 1998 per Nintendo 64. Creato dagli autori della serie Grand Theft Auto, il gioco fu convertito per Game Boy Color e PlayStation, quest'ultima versione con il titolo Evo's Space Adventures.

## Trama
Il videogioco è ambientato all'interno di una stazione spaziale abitata da numerosi animali. La stazione, denominata Silicon Valley, è stata messa in orbita nel 2001 e, nonostante fosse scomparsa subito dopo il lancio, riappare inspiegabilmente nell'anno 3000 nei pressi di Urano. Danger Dan e il robot Evo vengono incaricati di indagare sulla vicenda, scoprendo che in un millennio le creature su Silicon Valley si sono evolute in animali robotici.

## Modalità di gioco
In Space Station Silicon Valley il giocatore controlla il robot Evo, ridottosi ad un microchip e in grado di controllare vari animali. Per proseguire nel corso del gioco, Evo dovrà completare le missioni assegnate da Dan e risolvere i vari puzzle presenti nelle quattro aree della stazione. Oltre al livello finale, ambientato sulla Terra, è presente un ulteriore scenario bonus.

## Accoglienza
Il videogioco presenta numerosi glitch e bug che possono addirittura impedire il completamento del gioco. Nonostante i difetti, il gioco ha ricevuto recensioni positive, ottenendo un punteggio elevato su IGN e Metacritic.